# Rotting Sky
Rotting Sky (engl. für ‚Faulender Himmel‘) ist eine 2006 gegründete US-amerikanische Funeral-Doom-Band.

## Geschichte
Tim Messing, Gitarrist der Crustcore-Band Nux Vomica, gründete Rotting Sky 2006 in Portland. Messing veröffentlichte eine Reihe von Demoaufnahmen, bis er 2014 mit dem Album Sedation über Grimoire Cassette Cvlture debütierte. Nachdem das Album 2018 von Sentient Ruin Laboratories erneut aufgelegt wurde, stieg die Beachtung des Projektes merklich an. Die Beurteilungen des Albums variierten von deutlichen Verrissen. So schrieb Daniel Müller für Crossfire-Metal, bei „Rotting Sky passier[e] trotz ewig langer Tracks rein gar nichts. Kein Riff [sei] einprägsam oder mitreißend, alles [klänge] dünn, aber dennoch total übersteuert, und selbst wenn dies ein Demo mit nur zehn Minuten Spielzeit wäre, wäre dies schon entschieden zu lang.“ Dem Gegenüber urteilte Kim Kelly für Vice, Sedation sei „ein verdammt gutes Album“. Michael Siebert schrieb für The Quietus gar, es handele sich um ein Album, das sich „direkt neben den besten Veröffentlichungen des Black Metal der vergangenen Dekade platzieren“ könne. Ebenso urteilte Sean Reveron für Cvlt Nation, Sedation sei „von wirklich blendender und elendiger Schönheit“ Weitere internationale Rezensionen stimmten überwiegend in solche lobenden Stimmen ein. Mitunter verwiesen unterschiedliche Rezensenten darauf, dass der Hörer sich das Album erschließen müsse, sich die Qualität nach einer Weile jedoch eröffne. Diese Qualität bewege sich derweil auf einem ganz eigenständigen Niveau schrieb Jon Rosenthal für Invisible Orange.

## Stil
Die von Rotting Sky gespielte Musik wird als Crossover unterschiedlicher Musikstile wahrgenommen. Als zentrale musikalische Elemente wird an unterschiedlichen Stellen auf Black Metal, Funeral Doom und Noise mit Einflüssen aus Dark Ambient, Drone Doom und Post-Rock verwiesen. Die Musik bewege sich zwischen Elektronik, der Wut des Black Metal und „herzzerreißender Aufrichtigkeit“. Die Musik sei angefüllt mit „ehrlichen Riffs“, die jedoch nur selten im Vordergrund stünden. Die Kompositionen und der Rhythmus werden als dem Black Metal ähnlich wahrgenommen. Derweil sie die produktion zwar roh und schlicht, bedinge jedoch die Ausgeglichenheit der Musik. „Wo es Gitarren-Leads gibt, die jedem Black-Metal-Klassiker gefallen würden, gibt es Klavier und Streicherarrangements, die mit diesen um die Aufmerksamkeit wetteifern können.“

## Diskografie
- 2007: Portraits of Self-Destruction (Demo, Selbstverlag)
- 2007: The Burden of Flesh (Demo, Selbstverlag)
- 2009: Hellgaze (Demo, Selbstverlag)
- 2013: Ghost (Demo, Selbstverlag)
- 2014: Sedation (Album, Grimoire Cassette Cvlture/Sentient Ruin Laboratories)